# Weldon (Arkansas)
Weldon est un village situé dans l’État américain de l'Arkansas, dans le comté de Jackson.